# From Strength to Strength
From Strength to Strength — третій і останній (не враховуючи збірки «The Concrete Compilation») повноформатний альбом шведського гурту B-Thong, виданий у 1997 році нідерландським лейблом Mascot Records. Продюсером альбому, як і у попередні рази, став Роберто Лаггі. Мастерингом займався Турбйорн Самуельссон.
Оформлення альбому складалося з 4-сторінкового буклету, розробкою якого займалися Пал Енерот (дизайн обкладинки) та Джессіка Баггерид (малюнки).
Цей альбом став єдиним у доробку гурту, де вокалістом був не Тоні Єленкович, а Ральф Юлленгаммар.

## Список пісень
| #   | Назва                   | Тривалість |
| --- | ----------------------- | ---------- |
| 1.  | «Under Behind»          | 3:08       |
| 2.  | «Cut Or Run»            | 2:43       |
| 3.  | «Falling Down»          | 5:49       |
| 4.  | «Lucified»              | 4:38       |
| 5.  | «The Ogre»              | 5:03       |
| 6.  | «Witch Waltz/Warphobia» | 5:56       |
| 7.  | «Larghetto»             | 1:26       |
| 8.  | «Suntrip»               | 3:46       |
| 9.  | «In My Eyes»            | 4:22       |
| 10. | «Cosmic Elvis»          | 4:07       |
| 11. | «Welcome To Leave»      | 4:01       |

## Склад гурту
- Ральф Юлленгаммар — вокал
- Стефан Турессон — гітара
- Ларс Геглунд — бас-гітара
- Морган Петтерсон — ударні